# Antikörpersuchtest
Der Antikörper-Suchtest oder auch indirekte Coombs-Test ist eine Blutserum-Untersuchung, bei der Antikörper gegen bestimmte Merkmale von roten Blutkörperchen (Erythrozyten) sowie gegen bestimmte Infektionskrankheiten nachgewiesen werden. Neben dem indirekten Coombs-Test gibt es auch noch den direkten Coombs-Test. Insofern ist der Begriff des ‚Coombstests‘ nicht mit dem ‚Antikörpersuchtest‘ gleichzusetzen.

## Durchführung
Das Blutserum des Patienten (das die zu suchenden Antikörper enthält) wird mit den zu testenden Antigenen (sogenannte Test-Erythrozyten aus Spenderblut, bei denen die vorhandenen Antigene bekannt sind) zusammengebracht.
Falls gegen die Antigene Antikörper der Klasse IgM im Serum vorhanden sind, verklumpt der Ansatz bereits in diesem Schritt des Tests und das Testergebnis ist daher positiv.
Verläuft der Test bis hierhin negativ, können noch vorhandene inkomplette Antikörper (d. i. nicht-verklumpende) der Klasse IgG indirekt nachgewiesen werden. In diesem Schritt wird zusätzlich Coombs-Serum (Antihumanglobulin) zugesetzt, also Antikörper des Kaninchens gegen menschliche Antikörper. Auch hier bedeutet eine Verklumpung ein positives Testergebnis.

Verschiedene Strukturen von Antikörpern, wichtig im Zusammenhang mit dem Antikörpersuchtest bzw. Coombs-Test sind die IgG und IgM-Antikörper.

Wenn ein mit mehreren Antigenen gleichzeitig durchgeführter Antikörper-Suchtest ein positives Ergebnis hat, muss in weiteren Tests bestimmt werden, welches der Antigene die Reaktion hervorgerufen hat (Differenzierung).
Man unterscheidet bezüglich der Fähigkeit der Antikörper eine Hämagglutination oder Verklumpung der roten Blutzellen herbeizuführen, eine:
1. Direkte (aktive) Hämagglutination: An bestimmte Moleküle auf der Zelloberfläche der Erythrozyten binden spezifische Antikörper, so durch die IgM-Antikörper.
2. Indirekte (inaktive) Hämagglutination: Es werden zunächst Antigene an der Oberfläche der Erythrozyten gebunden. An diese binden dann antigenhomologe Antikörper, so durch das Coombs-Serum (Antihumanglobulin) und die IgG-Antikörper.

## Antikörper-Suchtest bei Schwangerschaften und Bluttransfusionen
Jeder Mensch oder jede Mutter weist während einer Schwangerschaft natürliche oder reguläre Antikörper (Isoagglutinine) gegen Antigene fremder roter Blutkörperchen auf. Eine Ausnahme stellt die Blutgruppe AB des AB0-Systems dar. Der Begriff des Isoagglutinins oder des regulären Antikörpers beschreibt  eine spezifische Reaktionsform eines Serumantikörpers, die gegen Antigen-Merkmale des AB0-Blutgruppensystems gerichtet ist. Isoagglutinine entstehen schon in den ersten Lebensmonaten durch einen Kontakt des Kindes mit Antigenen bakteriellen Ursprungs (Kreuzimmunität), die den AB0-Antigenen in ihren Epitopen gleichen. Da gegenüber körpereigenen Merkmalen normalerweise keine Antikörper gebildet werden, fehlen jeweils die Antikörper, die zur eigenen Blutgruppe korrespondieren. Das Serum von Menschen z. B. mit der Blutgruppe A enthält das Isoagglutinin Anti-B, also den Antikörper gegen die Blutgruppensubstanz B und damit auch gegen die Blutgruppe B. Käme nun ein Mensch mit der Blutgruppe A etwa durch eine fehlerhafte Bluttransfusion mit der Blutgruppe B in Kontakt, so kommt es zu einer Hämagglutination (Antigen-Antikörper-Reaktion) und den entsprechenden klinischen Folgen für den Menschen der Blutgruppe A. Isoagglutinine sind zumeist vom IgM-Isotyp, aber auch vom IgG-Typ. 
Der Antikörper-Suchtest findet darüber hinaus irreguläre Antikörper, die beispielsweise zwei bis drei Tage nach der Vermischung von Blut der Mutter und des Kindes während der Geburt oder nach einer Bluttransfusion entstehen können. Sie können dann zu Zwischenfällen bei nachfolgenden Bluttransfusionen oder Schwangerschaften führen. Denn irreguläre Antikörper sind Antikörper, welche (im Gegensatz zu den Isoagglutininen oder Blutgruppenantigenen) durch nicht natürliche Sensibilisierung (etwa durch Bluttransfusionen, Schwangerschaften) gebildet wurden. So etwa beim Rhesusfaktor, denn die Antikörper des Rhesus-Systems sind fast ausschließlich sogenannte Immunantikörper. Ihre Bildung wird stimuliert durch eine Übertragung genetisch differenten Blutes anderer Menschen. Natürlich vorkommende rhesusähnliche Antigene sind bisher nicht nachgewiesen worden. Eine Entstehung sogenannter natürlicher Antikörper, durch Kreuzimmunität wie im Falle des AB0-Systems ist unwahrscheinlich. 
Für den Antikörper-Suchtest wird das Serum des Patienten mit roten Blutkörperchen zusammengebracht, die die zu testenden Antigene enthalten. Standardmäßig wird eine Rhesus-Inkompatibilität ausgeschlossen, aber auch Antigene wie die des Kell-, Duffy- und MNS-Systems werden geprüft. In der großen Mehrzahl der Fälle bleibt der Antikörpersuchtest negativ, bei positivem Befund gehören die Rhesus-Antikörper zu den häufigsten gefundenen Antikörpern nach Differenzierung.